# 唯識二十論
唯識二十論，是由世親（約4世紀）創作的佛教唯識學的重要著作，並影響了其後其他學派的論點。
該作品有三個漢譯：
1. 後魏瞿曇般若流支（又作菩提流支）譯，一卷，題為《唯識論》，或題為《楞伽經唯識論》。
2. 陳真諦譯，一卷，題為《大乘唯識論》。
3. 唐玄奘譯，一卷，題為《唯識二十論》。